# Trent (Rügen)
Trent est une commune sur l'île de Rügen, dans l'arrondissement de Poméranie-Occidentale-Rügen, Land de Mecklembourg-Poméranie-Occidentale.

## Géographie
Trent se situe au nord-est du Muttland, au sud de la Wieker Bodden et de la Großer Jasmunder Bodden. Une partie de son territoire se trouve dans la réserve naturelle de la Neuendorfer Wiek et l'île de Beuchel. Freesen est sur la Udarser Wiek.
La commune de Trent comprend les quartiers de :
| - Fischersiedlung - Freesen - Ganschvitz - Grosow | - Holstenhagen - Jabelitz - Libnitz - Trent | - Tribkevitz - Vaschvitz - Venz - Zubzow |

## Histoire
Trent est mentionné pour la première fois en 1311 sous le nom de "Turent". Il y avait autrefois un château-fort slave à Charenza.
Au XIIIe siècle, Zubzow est la propriété de la famille von Platen. Mais de 1450 à 1536, il appartient au couvent de Bergen auf Rügen. Après la sécularisation, il revient aux ducs qui en font un domaine. Les Platen restent jusqu'à la fin du XIXe siècle.
En 2006, à Vaschvitz (quai du ferry de Wittow), on trouve des cygnes tuberculés morts de la grippe aviaire, les premiers oiseaux atteints par la maladie en Allemagne.

## Source de la traduction
- (de) Cet article est partiellement ou en totalité issu de l’article de Wikipédia en allemand intitulé « Trent (Rügen) » (voir la liste des auteurs).